# Трахтенберг Натан Соломонович
Трахтенберг Натан Соломонович  (1920—1975) — радянський український звукооператор. Нагороджений орденом Вітчизняної війни II ст., медалями.

## Біографія
Народ. 24 квітня 1920 р. Учасник Великої Вітчизняної війни.
Закінчив Київський інститут кіноінженерів (1947).
З 1958 р. працював на Київській кіностудії ім. О. П. Довженка.
Помер 24 грудня 1975 р.

## Фільмографія
Брав участь в оформленні стрічок: 
- «Веселка» (1959)
- «Верховино, мати моя!»
- «Люди моєї долини» (}960)
- «Випадок у готелі»
- «Повія»
- «Роман і Франческа» (1961)
- «Тінь» (1962)
- «Люди не все знають» (1964)
- «Казка про Хлопчиша-Кибальчиша» (1964)
- «Акваланги на дні» (1966)
- «Туманність Андромеди» (1967)
- «Скарби палаючих скель» (1969)
- «У тридев'ятому царстві...» (1970)
- «Тільки ти» (1972)
- «Втеча з палацу» (1972)
- «Не мине і року...» (1973) та ін.